# ITF Zwevegem Ladies Open
De ITF Zwevegem Ladies Open was een jaarlijks terugkerend tennistoernooi volgens het knock-outsysteem voor vrouwen in de Belgische gemeente Zwevegem. In 2004 en 2005 was het een $10.000-toernooi, vanaf 2006 een $25.000-toernooi. De laatste editie dateert van 2012.

## Finales

### Enkelspel
| Jaar | Ondergrond     | ($)     | Winnares             | Verliezend finaliste | Uitslag       |
| ---- | -------------- | ------- | -------------------- | -------------------- | ------------- |
| 2004 | gravel, buiten | $10.000 | Leslie Butkiewicz    | Jekaterina Kirianova | 6-3, 6-1      |
| 2005 | gravel, buiten | $10.000 | Petra Cetkovská      | Stefania Chieppa     | 6-4, 6-2      |
| 2006 | gravel, buiten | $25.000 | Lina Stančiūtė       | Lenka Wienerová      | 6-1, 6-2      |
| 2007 | gravel, buiten | $25.000 | Petra Cetkovská      | Lenka Wienerová      | 6-1, 5-7, 6-0 |
| 2008 | gravel, buiten | $25.000 | Ksenia Milevskaya    | Arantxa Rus          | 6-4, 3-6, 7-6 |
| 2009 | gravel, buiten | $25.000 | Kirsten Flipkens     | Yurika Sema          | 6-3, 6-3      |
| 2010 | gravel, buiten | $25.000 | Maryna Zanevska      | Sofie Oyen           | 7-6, 6-1      |
| 2011 | gravel, buiten | $25.000 | Mihaela Buzărnescu   | Bibiane Schoofs      | 3-6, 6-2, 6-4 |
| 2012 | gravel, buiten | $25.000 | Anastasija Sevastova | Çağla Büyükakçay     | 6-0, 6-3      |

### Dubbelspel
| Datum | Ondergrond     | Winnares                           | Verliezend finaliste                    | Uitslag          |
| ----- | -------------- | ---------------------------------- | --------------------------------------- | ---------------- |
| 2004  | gravel, buiten | Zuzana Černá Aneta Soukup          | Leslie Butkiewicz Shelley Stephens      | 6-3, 6-2         |
| 2005  | gravel, buiten | Leslie Butkiewicz Caroline Maes    | Petra Cetkovská Gabriela Velasco Andreu | 6-3, 6-2         |
| 2006  | gravel, buiten | Leslie Butkiewicz Caroline Maes    | Olga Brózda Natalia Kołat               | 6-2, 6-2         |
| 2007  | gravel, buiten | Kim Kilsdonk Elise Tamaëla         | Magdalena Kiszczyńska Karolina Kosińska | 3-6, 6-4, 6-3    |
| 2008  | gravel, buiten | Daniëlle Harmsen Kim Kilsdonk      | Iveta Gerlová Tadeja Majerič            | 6-4, 6-2         |
| 2009  | gravel, buiten | Jelena Tsjalova Darija Jurak       | Yurika Sema Aurélie Védy                | 6-1, 6-4         |
| 2010  | gravel, buiten | Richèl Hogenkamp Valerija Savinych | Irina Chromatsjova Maryna Zanevska      | 6-3, 3-6, [10-7] |
| 2011  | gravel, buiten | Maryna Zanevska Lenka Wienerová    | Kim Kilsdonk Nicolette van Uitert       | 6-3, 6-4         |
| 2012  | gravel, buiten | Mihaela Buzărnescu Nicola Geuer    | Kim Kilsdonk Nicolette van Uitert       | 7-6, 1-6, [10-4] |